# Basilika San Giovanni Battista (Busto Arsizio)

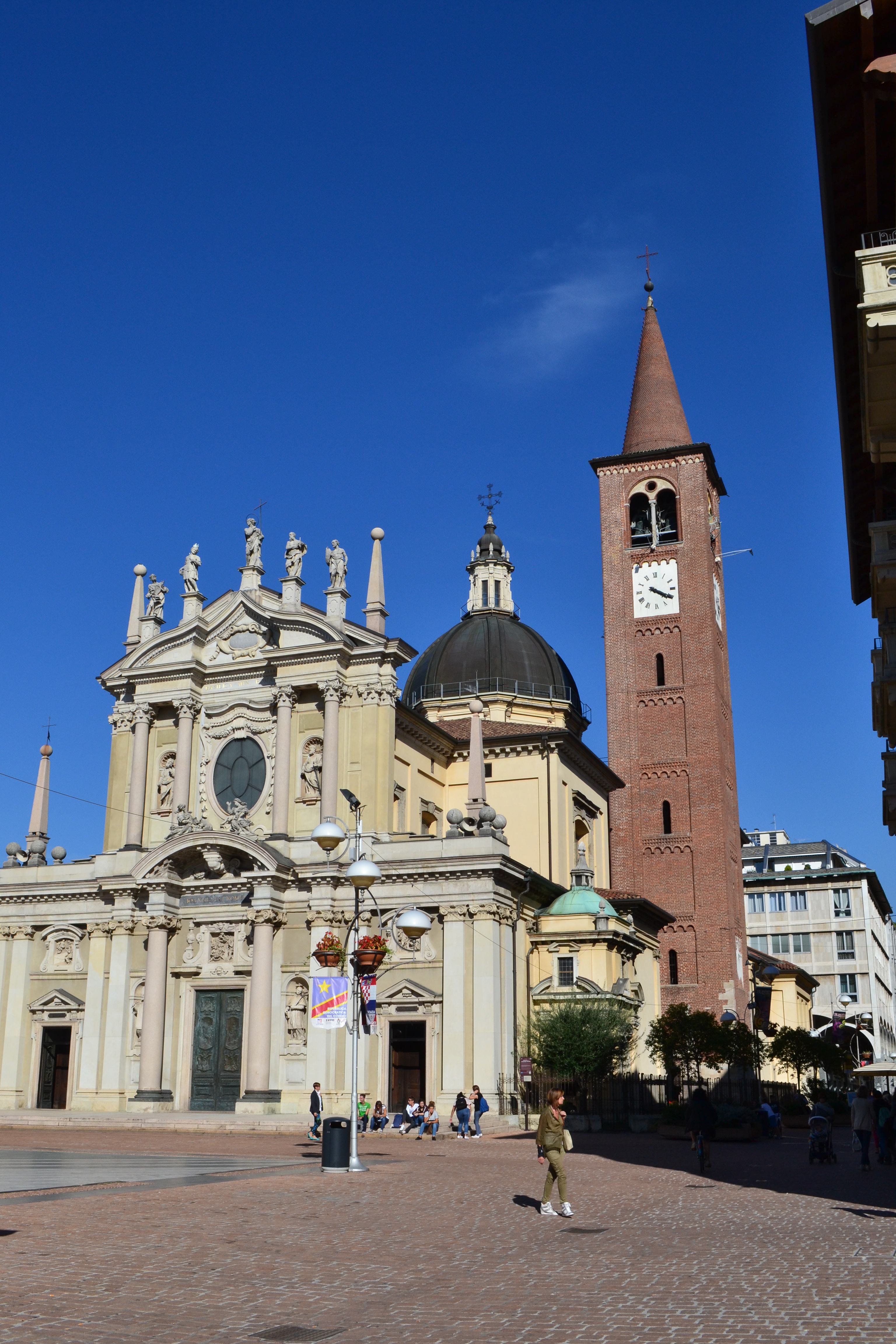
Basilika San Giovanni Battista

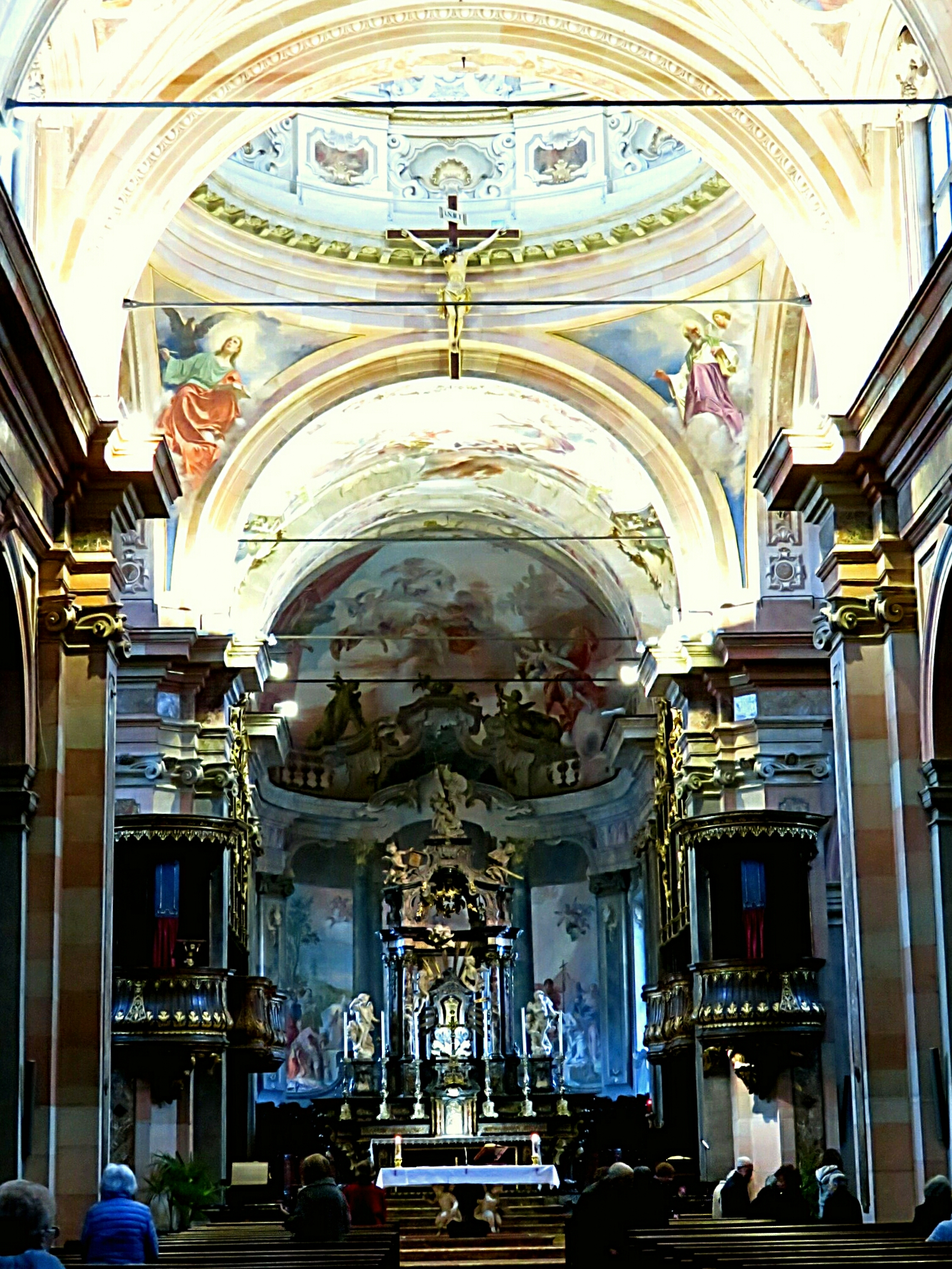
Innenraum

Die Basilika San Giovanni Battista (deutsch Basilika St. Johannes der Täufer) ist eine römisch-katholische Kirche in Busto Arsizio in der  Lombardei, Italien. Die Pfarrkirche des Bistums Mailand trägt den Titel einer Basilica minor. Das barocke Bauwerk stammt aus der ersten Hälfte des 17. Jahrhunderts.

## Geschichte
An der Stelle der heutigen Kirche sind verschiedene Vorgängerbauten bekannt. Aus langobardischer Zeit sind Fundamente einer etwa acht Meter breiten Kapelle erhalten. Der älteste Teil der heutigen Kirche ist der Glockenturm, der 1400 bis 1418 auf einem quadratischen Grundriss aus Sichtmauerwerk errichtet wurde.
Der Grundstein für die heutige Kirche wurde 1609 gelegt. 1610 wurde dann begonnen, die alte Kirche abzureißen. Nach Bau von Ambrosiuskapelle, Chor und Querschiff wurde 1614 der erste Gottesdienst zum Patronatsfest gefeiert. 1616 wurde mit der Fassade begonnen sowie die Karls- und die Reliquienkapelle erbaut. Nach der Pestepidemie von 1630 konnte 1635 die Kuppel fertiggestellt werden. Die Kirchweihe erfolgte 1646 (oder 1640) durch den Bischof von Bobbio, Francesco Maria Abbiati. 1948 verlieh Papst Pius XII. der Kirche den Rang einer Basilica minor.

## Architektur
Die Hauptfassade ist mit ihrer westlichen Ausrichtung umfangreich dekoriert. Die untere Etage ist mit ionischen Zwillingspilastern gegliedert, über dem mittleren der drei Portale erhebt sich ein von Säulen gestützter Bogengiebel. Die Kupfer- und Bronzetüren zeigen skulptierte Szenen aus dem Leben Johannes des Täufers, sie wurden 1908 von Enrico Astorri geschaffen. In Nischen stehen Statuen der Heiligen Ambrosius und Karl Borromäus. Die Basreliefs von Giovanni Pozzi aus den Jahren 1703–05 stellen die Verkündigung an Zacharias sowie Geburt und Enthauptung des Täufers dar.
Der schmalere obere Teil der Fassade wurde zwischen 1699 und 1701 von Domenico Valmagini fertiggestellt. Neben dem zentralen Ovalfenster stehen die Figuren der Apostel Petrus und Paulus. Auf dem geteilten Giebel wurden  neben Johannes dem Täufer von Siro Zanelli vier Propheten von Giovanni Pozzi aufgestellt.
Das Innere der Saalkirche ist durch ionische Säulen und Pfeiler und ein komplexes Gebälk gekennzeichnet, auf dem sich ein reich ausgemaltes Tonnengewölbe erhebt, aus dem die Vierungskuppel herausragt. Zwischen den Bögen zeigen acht Leinwände von zumeist unbekannten Künstlern Stationen aus dem Leben Johannes des Täufers. Die Fresken im linken Querschiff sind aus der Bauzeit, die anderen stammen vom Beginn des 20. Jahrhunderts. Die Anzahl der Seitenkapellen wuchs bis ins 19. Jahrhundert auf sechs.
Der 1757 geweihte Hochaltar wurde von den Brüdern Buzzi geschaffen. An den Seiten des Chors sind die beiden Teile der Orgel von Mascioni Orgelbau (opus 310) aus dem Jahr 1912.